# Stephanopis barbipes
Stephanopis barbipes är en spindelart som beskrevs av Eugen von Keyserling 1890. Stephanopis barbipes ingår i släktet Stephanopis och familjen krabbspindlar. Inga underarter finns listade i Catalogue of Life.